# Mitsubishi Ki-2
Mitsubishi Ki-2 (九三式双軽爆撃機 Kyūsan-shiki sōkei bakugekiki) là một loại máy bay ném bom hạng nhẹ của Nhật Bản, do hãng Mitsubishi chế tạo cho Lục quân Đế quốc Nhật Bản trong thập niên 1930.

## Biến thể
Ki-2-I (Máy bay ném bom hạng nhẹ hai động cơ Lục quân Kiểu 93-1)
Ki-2-II (Máy bay ném bom hạng nhẹ hai động cơ Lục quân Kiểu 93-2)

## Quốc gia sử dụng
Nhật Bản
- Không quân Lục quân Đế quốc Nhật Bản
- Asahi Shimbun

## Tính năng kỹ chiến thuật (Ki-2-I)
Dữ liệu lấy từ Japanese Aircraft, 1910-1941
Đặc điểm tổng quát
- Kíp lái: 3
- Chiều dài: 12.6 m (41 ft 3.6 in)
- Sải cánh: 19.952 m (65 ft 5.508 in)
- Chiều cao: 4.635 m (15 ft 2.484 in)
- Diện tích cánh: 56.2 m2 (604.9 ft2)
- Trọng lượng rỗng: 2.800 kg (6.173 lb)
- Trọng lượng có tải: 4.500 kg (9.921 lb)
- Powerplant: 2 × Nakajima Jupiter, 450 kW (603 hp) mỗi chiêc mỗi chiếc

Hiệu suất bay
- Vận tốc cực đại: 225 km/h (140 mph)
- Tầm bay: 900 km (559 dặm)
- Trần bay: 7.000 m (22.966 ft)

Vũ khí trang bị
- 2× súng máy 7,7 mm (0.303 in)
- 500 kg (1.102 lb) bom